# أول موفي
أُول موفي (بالإنجليزية: Allmovie)‏ موقع هو قاعدة بيانات تجارية من المعلومات حول نجوم السينما والأفلام والمسسلات التلفزيونية.
نه هو الذي أسس لثقافة شعبية المحفوظات مايكل Erlewine، وكما هو أسس أول ميوزك وأول كيم.
و قاعدة البيانات هو مرخصة لعشرات الآلاف من تجار التجزئة والموزعين لنقاط البيع ونظم، المواقع والأكشاك.
إن Allmovie قاعدة البيانات الشاملة، بما فيها معلومات عن المنتجات الأساسية.

## وصلات خارجية
- الموقع الرسمي
- أول موفي على موقع روتن توميتوز (الإنجليزية)